# The Staple Singers
The Staple Singers was een Amerikaanse groep die gospel, soul en r&b zong.

## Samenstelling
De groep bestond uit:
- Roebuck "Pops" Staples (zang en gitaar, 28 december 1914 – 19 december 2000)
- Cleotha Staples (zang, 11 april 1934 - 21 februari 2013)
- Pervis Staples (zang, Drew (Mississippi) 18 november 1935 - Dolton (Illinois) 6 mei 2021)
- Yvonne Staples (zang, 23 oktober 1937 - 10 april 2018)[1][2]; zij verving Pervis in 1970
- Mavis Staples (zang, 10 juli 1939)

## Roebuck "Pops" Staples
Roebuck Staples werd geboren in Winona (Mississippi) in de VS. Hij was de jongste van 14 kinderen. Overdag verdiende hij als katoenplukker 10 cent per dag. Hij leerde liedjes spelen van Charley Patton, Robert Johnson, en Son House. Hij speelde later samen met hen op lokale feestjes en picnics. In 1931 speelde hij gitaar en zong hij kerkelijke liederen bij "The Golden Trumpets". Intussen was hij getrouwd met Oceala en waren ze verhuisd naar Chicago, Illinois. Daar maakte hij gospelmuziek met de "Windy City's Trumpet Jubilees". Hij leerde zijn kinderen gospelmuziek en samen begonnen ze vanaf 1948 in kerken te zingen. De groep "The Staple Singers" was geboren, in eerste instantie met Roebuck "Pops", Cleotha, Pervis en Mavis.

## Carrière
In 1952 kregen de Staples hun eerste platencontract bij Chicago's United Records. Ze namen Sit Down Servant op. Terwijl de groep in kerken bleef zingen, hadden ze ook een radioprogramma bij WTAQ in het Wedgewood Tower. De Staples kwamen Martin Luther King Jr. in Birmingham tegen tijdens een preek. "Wat hij kan preken, kunnen wij zingen", zei Staples tegen zijn kinderen. Geïnspireerd door de preken van King begonnen de Staples protestsongs voor de mensenrechten en tegen de rassenhaat te zingen. Vee Jay Records kreeg de muziek te horen en bood hun in 1953 een contract aan. Uncloudy Day werd de eerste nationale hit.
In 1960 tekenden de Staples een contract bij Riverside. Dit label maakte jazz- en folkmuziek. Bij Epic kregen ze bekendheid in 1967 door de singles Why (Am I Treated So Bad) en For What It's Worth . In 1968 tekenden de Staples een contract bij Stax Records. Ze maakten twee albums met Steve Cropper en Booker T. & the M.G.'s: respectievelijk Soul Folk in Action en We'll Get Over. Al Bell werd producer bij Stax en samen met hem en Terry Manning begonnen de Staples platen op te nemen in de Muscle Shoals-studio en de Memphis' Ardent Studio. Het genre van de muziek veranderde van folk/gospel naar soul en funk. Heavy Makes You Happy (Sha-Na-Boom Boom) was de eerste hit van die samenwerking. In 1971 kwam Respect Yourself uit, geschreven door Luther Ingram en Mack Rice. Het nummer kwam hoog in de hitlijsten. De Staples hadden tevens een grote hit in de VS in 1972 met I'll Take You There. In 1973 werd If You're Ready (Come Go With Me) een hit 1973. In 1972 werkten ze mee aan de documentaire Wattstax die bedoeld was om Stax Records uit de financiële problemen te houden, maar in 1975 werd het label failliet verklaard.
Ze kwamen terecht bij Curtom Records, het label van Curtis Mayfield. Hij produceerde Let's Do It Again en het werd de tweede nummer 1-hit in de VS. Ze hadden al kritiek gekregen omdat de kerk het niet gepast vond dat hun muziek in de hitlijsten kwam. Toen de Staples in 1975 Mayfields nummer Let's Do It Again tune opnamen voor een film van Bill Cosby en Sidney Poitier, vond de kerk dat de familie helemaal van God los was. Het liedje werd wel dubbelplatina. Het was de meest verkochte single in de geschiedenis van Warner Bros. en de Staple Singers kwamen bekend te staan als "God's Greatest Hitmakers".
Tot 1984 waren er geen hits meer, totdat ze Slippery People uitgaven. Het werd een grote clubhit die wederom in de hitlijsten terechtkwam. Deze song was eerder gezongen door de Talking Heads. David Byrne (zanger van de Talking Heads) produceerde de laatste plaat die ze als familie uitbrachten.
The Staple Singers maakten in 1994 nog één plaat samen met Marty Stuart, The Weight voor MCA. 
Roebuck was in 2000 thuis aan het herstellen van een hersenschudding, maar stierf. De soloplaat waar hij toen mee bezig was heeft Mavis (producent van de plaat) later uitgegeven.

## Discografie

### Studioalbums
- 1959: Uncloudy Day (Vee-Jay)
- 1961: Swing Low Sweet Chariot (Vee-Jay)
- 1962: Hammer and Nails (Riverside)
- 1962: Swing Low (Vee-Jay)
- 1962: The 25th Day of December (Riverside)
- 1963: Gamblin' Man (Riverside)
- 1964: This Little Light (Riverside)
- 1965: Amen! (Epic)
- 1965: Freedom Highway (Columbia)
- 1967: For What It's Worth (Epic)
- 1968: Soul Folk in Action (Stax)
- 1969: Will the Circle Be Unbroken (Vee-Jay)
- 1970: Landlord (United Artists)
- 1970: We'll Get Over (Stax)
- 1971: The Staple Swingers (Stax) - US Pop #117, US R&B #9
- 1972: Be Altitude: Respect Yourself (Stax) - US Pop #19, US R&B #3
- 1973: Be What You Are (Stax) - US Pop #102, US R&B #13
- 1974: City in the Sky (Stax) - US Pop #125, US R&B #13
- 1975: Let's Do It Again (Curtom) - US Pop #20, US R&B #1
- 1976: Pass It On (Warner Bros.) - US Pop #155, US R&B #20
- 1977: Family Tree (Warner Bros.) - US R&B #58
- 1978: Unlock Your Mind (Warner Bros.) - US R&B #34
- 1981: Hold on to Your Dream (20th Century)
- 1981: This Time Around (Stax)
- 1984: Turning Point (Epic) - US R&B #43

### Compilatie-albums
- 1990: The Best of the Staple Singers (Stax)
- 2004: The Ultimate Staple Singers: A Family Affair (Kent/Ace)

### Hitlijsten
| Single met eventuele hitnotering(en) in de Nederlandse Top 40 | Datum van verschijnen | Datum van binnenkomst | Hoogste positie | Aantal weken | Opmerkingen |
| ------------------------------------------------------------- | --------------------- | --------------------- | --------------- | ------------ | ----------- |
| Let's Do It Again                                             | 1975                  | 14-02-1976            | 21              | 6            |             |

### Singles
- 1967: "Why (Am I Treated So Bad)" - US Pop #95
- 1967: "For What It's Worth" - US Pop #66
- 1970: "Love Is Plentiful" - US R&B #31
- 1971: "Heavy Makes You Happy (Sha-Na-Boom Boom)" - US Pop #27, US R&B #6
- 1971: "You've Got to Earn It" - US Pop #91, US R&B #11
- 1971: "Respect Yourself" - US Pop #12, US R&B #2
- 1972: "I'll Take You There" - US Pop #1, US R&B #1, UK #30
- 1972: "This World" - US Pop #38, US R&B #6
- 1973: "Oh La De Da" - US Pop #33, US R&B #4
- 1973: "Be What You Are" - US Pop #66, US R&B #18
- 1973: "If You're Ready (Come Go With Me)" - US Pop #9, US R&B #1, UK #34
- 1974: "Touch a Hand, Make a Friend" - US Pop #23, US R&B #3
- 1974: "City in the Sky" - US Pop #79, US R&B #4
- 1974: "My Main Man" - US Pop #76, US R&B #18
- 1975: "Let's Do It Again" - US Pop #1, US R&B #1
- 1976: "New Orleans" - US Pop #70, US R&B #4
- 1977: "Love Me, Love Me, Love Me" - US R&B #11
- 1977: "Sweeter Than the Sweet" - US R&B #52
- 1978: "Unlock Your Mind" - US R&B #16
- 1984: "Slippery People" - US R&B #22, UK #78
- 1984: "This Is Our Night" - US R&B #50
- 1985: "Are You Ready?" - US R&B #39
- 1985: "Nobody Can Make It On Their Own" - US R&B #89

## Diversen
- The Staple Singers namen in 1976 deel aan de studio-sessies naar aanleiding van het legendarische afscheid van de rockgroep The Band. Hun optreden in de song The Weight, met solo's van Levon Helm, Mavis en Roebuck Staples en Rick Danko, werd gefilmd door Martin Scorsese en is onderdeel van zijn concertfilm The Last Waltz (1978).
- In 1972 deden The Staple Singers mee aan het festival Wattstax. Dat zou later als filmdocumentaire uitgegeven worden en de bijnaam zwarte Woodstock krijgen.
- In 1992 ontvingen de Staples de Rhythm & Blues Foundation's Pioneer Award.
- In 1994 kregen The Staple Singers een Grammy Award for Best Contemporary Blues Album.
- In 1995 kregen alle familieleden de Grammy Lifetime Acheivement Award.
- Roebuck en Mavis Staples werden in 1999 opgenomen in de Rock and Roll Hall of Fame.
- The Staple Singers werden opgenomen in de Mississippi Musicians Hall of Fame
- In 2012 werden The Staple Singers opgenomen in de Memphis Music Hall of Fame